# Liste von Höhlen in Afrika
Dieser Artikel listet Höhlen in Afrika auf.

## Algerien
- Rhar Bou Ma'za (Tafna River Cave)

## Äthiopien
- Sof-Omar-Höhlen, mit 15 km längstes Höhlensystem Afrikas

## Marokko
- Wit Tamdoun

## Namibia
Siehe: Liste von Höhlen in Namibia

## Somaliland
- Laas Geel, bei Hargeysa

## Südafrika
Siehe Hauptartikel Liste von Höhlen in Südafrika

## Tunesien
- Grotte de la Mine, (de: Minenhöhle), 4.100 Meter, längste Höhle Tunesiens

Afrika |
Asien |
Australien und Ozeanien |
Europa |
Nordamerika |
Südamerika